# Мозес, Йорам
Йорам Мозес (ивр. יוֹרָם מוֹזֶס‎, род. 3 января 1957) — израильский учёный, специалист в области распределённых систем, лауреат международных премий.

## Биография
Йорам Мозес родился в 1957 году в Афуле. В 1981 году закончил Еврейский университет в Иерусалиме, получив степень бакалавра математики, в 1986 году под руководством Джозефа Хэлперна защитил диссертацию в Стэнфордском университете (США) и получил степень доктора наук информатики. С 1988 года преподаёт в Технионе.
Международную известность Йораму Мозесу принесло формальное определение понятия «знание» в распределённых средах. В 2003 году он в соавторстве с Джозефом Хэлперном, Роналдом Фэджином и Моше Варди написал книгу «Reasoning About Knowledge».

## Награды
- 1990 — лауреат Мемориальной премии Бергмана (Межнациональный научный фонд Соединенных Штатов и Израиля[англ.]) совместно с профессором Йов Шохам[англ.] за исследование Knowledge Representation for Intelligent Agents
- 1990—1992 — стипендиат «программы Алона»
- 1997 — Премия Гёделя в области теоретической информатики
- 1999 — Премия Генри Тауба за достижения в исследованиях
- с 1999 — член Международного общества теории игр[англ.]
- 2008 — Премия «Лучшая научная работа» на 9-й Международной конференции по распределенным вычислениям и вычислительным сетям (ICDCN-2008, Калькутта, Индия)
- 2009 — Премия «Лучшая студенческая работа» (в соавторстве с Дэнни Долев и Эзрой Н. Хоч) на 11-м Международном симпозиуме по стабильности, надёжности и безопасности в распределённых системах (SSS-2009, Лион, Франция)[1]
- 2009 — Премия Дейкстры в области распределённых вычислений